# Liste der Monuments historiques in Saint-Angel (Allier)
Die Liste der Monuments historiques in Saint-Angel (Allier) führt die Monuments historiques in der französischen Gemeinde Saint-Angel auf.

## Liste der Objekte
| Bezeichnung                                               | Beschreibung                                  | Standort                       | Kennzeichnung | Schutzstatus | Datum | Bild |
| --------------------------------------------------------- | --------------------------------------------- | ------------------------------ | ------------- | ------------ | ----- | ---- |
| Glocke                                                    | Bronze, 1452 gegossen                         | in der Kirche St-Michel (Lage) | PM03000430    | Classé       | 1938  |      |
| Skulptur Der Erzengel Michael besiegt den Drachen         | Holz, farbig gefasst, 17. Jahrhundert         | in der Kirche St-Michel (Lage) | PM03001514    | Inscrit      | 1997  |      |
| Skulptur Pietà                                            | Holz, farbig gefasst                          | in der Kirche St-Michel (Lage) | PM03001513    | Inscrit      | 1997  |      |
| Prozessionsfahne mit der Darstellung des heiligen Blasius | Seide, Stickerei, Anfang des 17. Jahrhunderts | in der Kirche St-Michel (Lage) | PM03000431    | Classé       | 1938  |      |